# Тризна (притока Ствиги)
Три́зна (Красна) — річка в Рокітнівському районі Рівненської області, права притока Ствиги (басейн Дніпра).

## Опис
Довжина річки 23 км, похил річки — 1,1 м/км. Формується з багатьох безіменних струмків та водойм. Площа басейну 81,5 км².

## Розташування
Бере початок на південно-східній околиці села Біловіж. Тече переважно на північний захід і на південно-східній стороні від села Хміль впадає в річку Ствигу, праву притоку Прип'яті.

## Історія
Після того, як убили князя Ігоря Рюриковича, послала Ольга до деревлян послів зі словами: «Ось я йду до вас, приготуйте багато меду біля місця, де ви вбили мужа мого, щоб мені поплакати над гробом його, і справлю тризну по моєму мужеві». 
З того часу місце, де відбулася тризна, так і називається урочищем Тризна, а річка біля нього - також Тризна, а річка, яка впадає в Тризну, називається Ігоревою. А місце переходу князя Ігоря через річку Ігореву з того часу називається Ігоревим бродом.